# Zaglyptomorpha nigra
Zaglyptomorpha nigra là một loài tò vò trong họ Ichneumonidae.